# Црвеноврати легањ
Црвеноврати легањ (лат. Caprimulgus ruficollis) највећа је врста легња која се среће у Европи. Гнезди се на Пиринејском полуострву и северној Африци и мигрига у тропску западну Африку.

## Таксономија
Име рода лат. Caprimulgus долази од латинске речи capra, "коза дадиња" и глагола mulgere, што значи "мусти", а све то из мита да ова птица сиса млеко козама, док специјски део имена ruficollis долази од латинског rufus, "црвен" и collum што значи "врат".
Постоје две подврсте: номинална подврста ruficollis, гнезди се на Пиринјеском полуострву и desertorum која се гнезди у северној Африци. Северноафричка форма desertorum је светлија од европске форме и има другачије шаре у основи примарних пера: тане и наранџасте појасеве сличне дебљине, који су другачије дебљине; ужи наранџасти и далеко дебљи тамни појасеви код ruficollis-а.

## Опис
Разнолико перје подсећа на легња. Одрасла птица је лишај-сиво обојена, испругана беж, кестењастим и црним пецкама. Доње перје је такоње испругано. Дужи је и са дужим крилима од већине широко распрострањених врста и има црвени оковратник. Оба пола имају беле туфне на примарним перима крила, бочним перима репа и на врату. Током дана легаљ лежи непомично и нечујно на земљи, сакривен својим камуфлажним перјем. Тешко га је детектовати, будући да личи на суву грану прекривену лишајевима или на део коре дрвета. Дужина тела је око 32 центиметра, а распон крила 64 центиметра. Као и друге врсте легњева, има велика уста, дугачка крила и мекано перје које му омогућава нечујни лет током ноћи, када трага за пленом.

### Оглашавање
Оглашава се репетативним механичким кјок-кјок-кјок..., које има осцилације у висини звука како птица окреће главу лево-десно. Када се оглашава зујањем, птица лежи на земљи или је шћућурена на грани, али када пева, то ради са високог места предодређеног за певање. Током удварања, а понекад и током других периода, оглашава се механичким звуком, оштрим шкрипућим звуком, који прави ударајући оба крила истовремено о леђа.

## Станиште
Отворене пешчаре са дрвећем или жбуњем су места на којима лови црвеноврати легањ. Лети у сумрак и свитање, лаким и нечујним летом сличном оном којим лете нићни лептири. Храни се крепускуларним инсектима, као што су ноћни лептири.

## Гнежђење
Ово је касни мигрант који се понекад појављује на гнездилиштима крајем априла и почетком маја. Не прави гнездо, већ два издужена јаја полаже директно на земљу. Најбоља заштита гнезда је птица која лежи на јајима или птићима.

## Статус и распрострањење

### Лутање
Врста се појавила као луталица два пута у северној Европи, у Нортамберланду, Британији у октобру 1856. године, и у Данској 1991. године. Птица из Нортамберланда је упуцана код Килингворта 5. октобра од стране ловца, а узорак је купио Џон Ханок. In 2006, Keith Vinicombe and Dominic Mitchell cast doubt on the British record, believing that the lack of detail around the circumstances of finding indicated that a mistake or fraud could not be ruled out. Комитет за налазе британске орнитолошке уније је проучио узорак и установио да се ради о црвеновратом легњу. Узорак из Бриотаније је први поврђени налаз ове врсте са јесење миграције на острву и пореклом је са Пиринејског полуострва и припада подврсти ruficollis. Птица нађена у Данској такође припада овој подврсти. Раније се веровало да је британска птица афричка подврста desertorum, јер је узорак доста избледео од седења у музејској збирци. Постоје налази ове врсте ван ареала распрострањења из 90-их година двадесетог века из југоисточне Француске, Малте, Канарских острва, Хрватске, Израела и Сицилије.